# Moussa Abadi
Pour les articles homonymes, voir Abadi.
Moussa Abadi, né le 17 septembre 1907 à Damas et mort le 15 septembre 1997 à Paris, est un  homme de théâtre et de radio juif et français, né en Syrie ottomane. Il est surtout connu pour son action durant l'occupation allemande pour avoir créé, avec son épouse Odette Rosenstock, le Réseau Marcel. Grâce à ce réseau, 527 enfants juifs ont pu être cachés et sauvés entre 1943 et 1945 dans la région de Nice.

## Biographie

### Avant la guerre
Moussa Abadi est né le 17 septembre 1907 à Damas, en Syrie, de Nassim Abadi et de Farida Katran. Sa mère meurt alors qu'il n'a que 12 ans. Ses grands-parents maternels prennent en charge son éducation.
Moussa fait ses études primaires dans une école de l’Alliance israélite universelle et il passe son certificat d'études. Puis, après le baccalauréat, il réussit le concours qui sélectionne les cinq meilleurs éléments pour les envoyer à Paris, à la Sorbonne, préparer le diplôme de l'École de Préparation des Professeurs de Français à l’Étranger (EPPFE). Jeune instituteur, il est alors rappelé à Damas pour enseigner dans une école musulmane. Après deux ans d'enseignement, il retourne à Paris pour préparer une licence de Lettres, sur le conseil d'un conseiller du gouvernement français qui lui a procuré une bourse d'études.
Il suit des études de psychologie infantile à la Sorbonne. Durant ses études, il assiste aux cours d'Histoire médiévale de Gustave Cohen. Ce-dernier crée la première troupe théâtrale de la Sorbonne. Moussa interprète Le Miracle de Théophile de Rutebeuf en compagnie de Marcel Schneider et Jacques Chaillet. La troupe se nommera Les « Théophiliens ».
En 1937, Moussa est engagé en qualité de comédien dans la troupe d'André Barsacq au théâtre des "Quatre Saisons". Il y côtoie Jacques Copeau, Jean Dasté et Svetlana Pitoëff. La troupe se produit au Théâtre des Champs-Élysées dans « Le Roi Cerf » de Carlo Gozzi. Entre 1937 et 1938, la troupe joue au French Theater of New York. Grâce au soutien de Mademoiselle Robinson, mécène américaine, et en collaboration avec le Quai d’Orsay, la troupe entreprend une tournée de cinq mois. Durant cette tournée, ils joueront huit pièces dont « Le Roi Cerf » et « Knock » où Louis Jouvet confie à Moussa le rôle de Knock.
Il quitte la Compagnie des Quatre Saisons en juin 1938.

### Pendant la guerre
Moussa Abadi rencontre Odette Rosenstock en décembre 1939. Ils s'installent à Nice, à la rue Amiral-de-Grasse, en novembre 1942. Ils y fréquentent un centre communautaire juif.
Deux événements sont à l'origine du Réseau Marcel qu’Odette et Moussa vont créer, :
- Avril 1942, à Nice, sur la promenade des Anglais, une femme juive est battue à mort par un milicien sous les yeux de son enfant en pleurs et d'un groupe de passants inactifs. Moussa est profondément choqué par cette scène.
- En novembre 1942, les Italiens envahissent les Alpes-Maritimes et contrôlent la région mais n’appliquent pas les lois anti-juives de Vichy. De nombreux juifs autrichiens, allemands, belges, hollandais et français se réfugient à Nice.

Au début de 1943, un ami lui fait rencontrer le père Penitenti, aumônier des troupes italiennes sur le front de l’Est. Don Giulio Penitenti raconte à Moussa les persécutions des nazis qui se déroulent en Europe de l’Est. L'incrédulité de Moussa Abadi est vite balayée par l'insistance du père Penitenti qui jure sur son crucifix que ce qu’il raconte est vrai.
Moussa et Odette décident de sauver les plus faibles : les enfants. Ils fondent le Réseau Marcel qui sauvera 527 enfants. Moussa a l'idée de demander à une audience avec Paul Rémond, évêque de Nice. Il racontera par la suite le déroulement de cette audience :

« Je suis entré dans le bureau de Monseigneur Rémond. Je ne veux pas vous raconter toute l'audience, elle a duré vingt minutes et je lui ai dit : "Monseigneur, je suis un Juif. Je viens de loin. Je suis originaire d'un des ghettos les plus vieux du monde. Je viens vous demander de prendre des risques ; d'essayer de vivre vos Évangiles comme je vais essayer de vivre ma Bible. Vous pouvez me jeter dehors, vous pouvez me chasser. Mais sachez que sans vous, je ne pourrais pas sauver les enfants." Monseigneur Rémond était derrière son bureau. Il avait sur sa table, je le verrais toujours, une demi-douzaine de lunettes, qu'il cassait quand il était nerveux, ou qu'il était ému. Il joua avec une paire de lunettes. "Je vais essayer de réfléchir." Mais, arrivé devant la porte il me dit : "Je crois bien que vous m'avez convaincu !" Et il ajouta : "Je crois bien que m'avez converti !" »

— Extrait de l'allocution de Moussa Abadi au Palais du Luxembourg, le 21 mai 1995, au Colloque des enfants cachés
Monseigneur Rémond met à la disposition de Moussa un bureau à l’évêché ainsi que les institutions catholiques du diocèse. Il sera aidé par l’abbé Rostand et mademoiselle Lagache de l’évêché. Monseigneur Rémond nomme Moussa Inspecteur des écoles de l’enseignement libre. Odette devient, sous le nom de Sylvie Delattre, assistante sociale de l’évêché chargée des enfants réfugiés du diocèse. Moussa prend le nom de monsieur Marcel (d'où le nom du réseau).
Moussa et Odette prennent en charge les enfants (527 enfants au total), leur donnent une autre identité et les cachent dans des institutions catholiques et dans des familles.
Odette est arrêtée le 25 avril 1944 à Nice. Torturée par la Gestapo, elle ne révélera rien des activités du réseau. Elle est transférée à Drancy et déportée à Auschwitz puis à Bergen-Belsen. Elle survivra et rejoindra Moussa à Nice en 1945.

### À la libération et après la guerre
Après la libération de la Côte d'Azur en août 1944, Moussa s’installe dans les locaux du commissariat aux questions juives. Les parents survivants viennent chercher leur(s) enfant(s). Ceux restés seuls sont confiés à l'Œuvre de secours aux enfants (l'OSE).
Odette rejoint Moussa à Nice en juin 1945, de retour de déportation en juin 1945. Ils s'installent à Paris, au 115 de la rue de Reuilly, et se marient le 3 novembre 1959 à la mairie du 12e arrondissement de Paris. Le rabbin Daniel Farhi les unira religieusement le 21 novembre 1989.

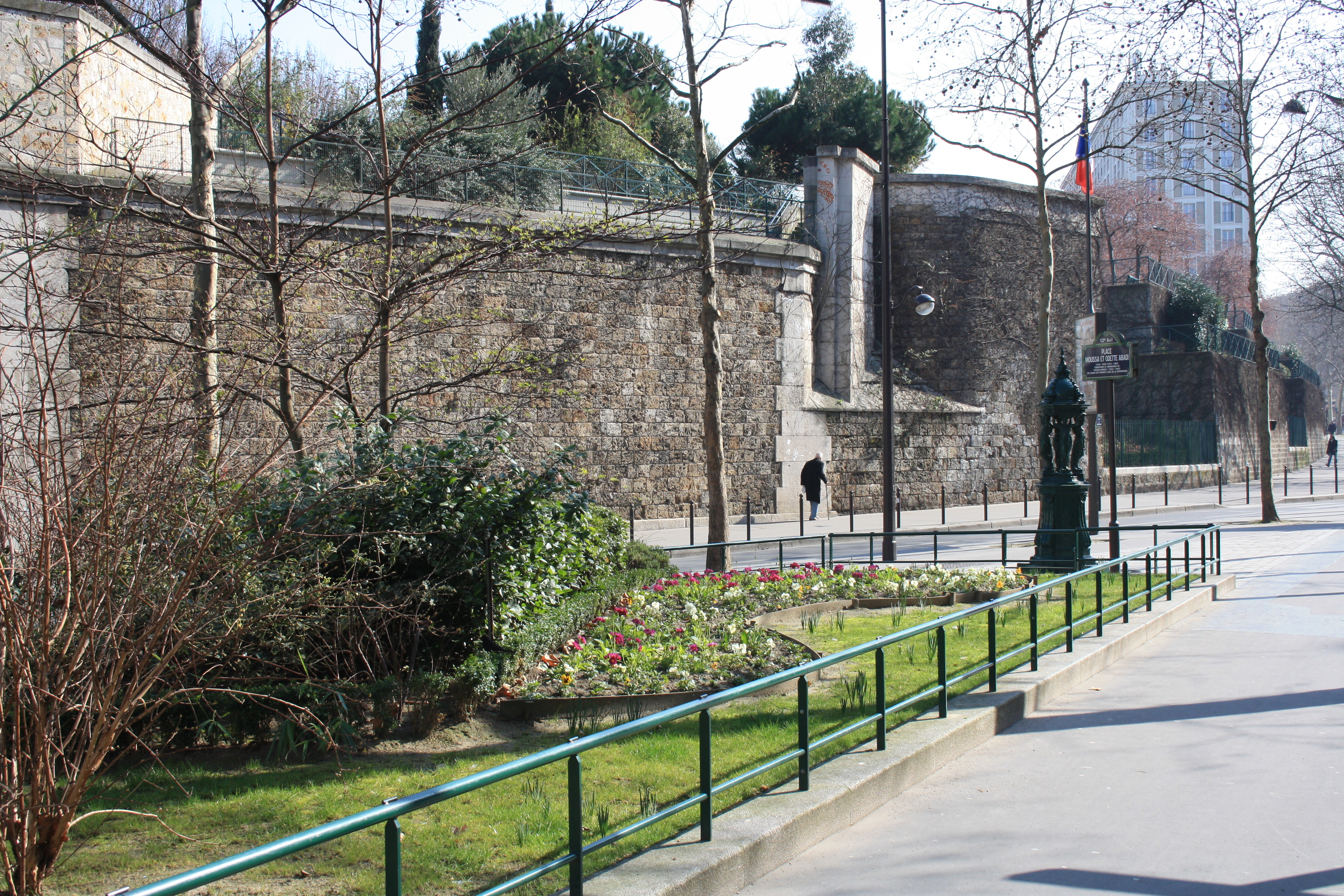
La place Moussa-et-Odette-Abadi.

Après la guerre, Moussa anime à Radio France internationale une émission intitulée "Images et visages du théâtre d’aujourd’hui". Entre 1959 et 1980, il réalise plus de mille entretiens radiophoniques. Il y interview des auteurs, des comédiens, des metteurs en scène et de jeunes talents inconnus (qui le deviendront pour certains).
De 1977 à 1981, il occupe le poste de président de la commission d’aide à la création dramatique. Il est également membre de la commission d’aide aux jeunes compagnies.
Moussa Abadi meurt le lundi 15 septembre 1997 à l’âge de 89 ans. Il est inhumé au cimetière du Montparnasse (division 30).

## Publications
- La Comédie du théâtre, 1985 (Prix Roland de Jouvenel de l'Académie française)
- La Reine et le Calligraphe : mes juifs de Damas (Prix de la nouvelle de l'Académie française) 1994,  (ISBN 2-9055-6393-1)
- Shimon le parjure, 1999.

## Postérité

### Hommages
- La place Moussa-et-Odette-Abadi dans le quartier de Bercy du 12e arrondissement de Paris, à proximité de leur domicile parisien, est dédiée à Moussa et Odette Abadi, le 1er février 2008.
- Une stèle et un square, le square Odette-et-Moussa-Abadi, à l'angle de l'avenue Thiers et de la rue Amiral-de-Grasse, à proximité de leur domicile de Nice pendant la guerre, depuis le 26 octobre 2017[5].

### Distinctions
- 1947 :  Médaille de la Reconnaissance française
- 1952 :  Médaille de la Résistance française
- 1973 :  Chevalier de l'ordre des Arts et des Lettres
- 1980 : Médaille Beaumarchais
- 1981 :  Chevalier de la Légion d'honneur
- 1985 :  Officier de l'ordre national du Mérite
- 2019 : Citation du Sauveteur Juif - Jewish Rescuer Citation (Israël)[6]

### Note
1. ↑  Moussa Abadi s'écrit en hébreu : מוסא עבאדי[1].
2. ↑  Voir Résistance juive en France.